# Tenterden
Tenterden è una parrocchia civile di 7 613 abitanti della contea del Kent, distretto di Ashford, in Inghilterra.